# Neofito di Cipro
Neofito di Cipro, chiamato anche San Neophytos, o Neophytos il Recluso (in greco Άγιος Νεόφυτος ο Έγκλειστος?; Kato Drys, 1134 – Tala, 1214), è stato un prete cipriota, monaco ortodosso, e talvolta eremita, i cui scritti hanno conservato una storia delle prime crociate. È considerato una delle figure più significative della Chiesa di Cipro.

## Biografia
Neophytos nacque nel villaggio di montagna di Kato Drys vicino a Pano Lefkara, a Cipro, da Athanasios ed Eudoxia, entrambi agricoltori. Esso era uno di otto figli. I suoi interessi religiosi si manifestarono quando il matrimonio combinato pianificato dai suoi genitori si concluse con la sua fuga verso il monastero di San Giovanni Crisostomo a Koutsovendis.  Dopo molto clamore, il contratto di matrimonio fu rotto e Neophytos tornò al monastero come novizio, diventando un monaco tonsurato nel 1152. Durante questo periodo imparò a leggere e scrivere e fu infine nominato assistente del sacrestano. Sebbene Neophytos si sentisse chiamato ad essere un eremita, il suo abate rifiutò di lasciarlo andare, prendendo a scusa la sua giovane età.
Nel 1158, tuttavia, a Neophytos fu permesso di fare un pellegrinaggio in Terra santa. Mentre era lì cercò degli eremiti che potessero aiutarlo, ma senza successo. Tornò a Cipro, ma voleva ancora perseguire la vita eremitica. Cercò di fuggire sul monte Latmos in Asia Minore, ma fu arrestato a Pafo durante il suo tentativo di imbarcarsi. Fu presto rilasciato dalla prigione, ma le guardie avevano rubato i suoi fondi di viaggio, così, nel giugno 1159, si recò nella zona collinare sopra Pafo, dove trovò una grotta che era stata usata da un precedente eremita. Ampliò lo spazio, creando alla fine tre grotte conosciute oggi come la Cella, il Bema e la Naos.. La vita da eremita di Neophytos attrasse i religiosi della zona che gli portavano cibo e doni. La sua aria di santità portò molti a visitarlo, e nel 1170 Vasilios (Basilio) Kinnamos, il vescovo di Pafo, lo ordinò come sacerdote e gli chiese di prendere un discepolo, cosa che diede inizio al monastero che oggi porta il suo nome.
Neofito scrisse una cronaca intitolata Περὶ τῶν κατὰ χώραν Κύπρον σκαιῶν ("Sulle calamità contro il paese di Cipro") datata al 1196, che è una delle poche fonti primarie greche che registrano gli eventi della terza crociata a Cipro e l'inseguimento del sovrano bizantino di Cipro, Isacco Comneno da parte del re inglese Riccardo Cuor di Leone. Neophytos prende una posizione critica contro i crociati e la sua cronaca è antilatina.

## Eredità
Il Monastero di Agios Neophytos da lui fondato è stato chiamato così in suo onore.